# Maradibasavanahalli, Arkalgud
Maradibasavanahalli là một làng thuộc tehsil Arkalgud, huyện Hassan, bang Karnataka, Ấn Độ.